# Vicente Ridaura
Vicente Juan Ridaura Sebastián é um ex ciclista profissional espanhol. Nasceu em Valencia a 22 de agosto de 1963. Foi profissional desde 1984 até 1994.

## Palmarés
- 1 etapa da Volta a Rioja

1986
- Memorial Manuel Galera
- 1 etapa de la Clássica de Castela e Leão

1989
- 1 etapa da Volta a Portugal
- Volta a Galiza, mais 1 etapa.

1991
- 1 etapa da Volta a Portugal

- 1 etapa da Volta O'jogo
- 1 etapa da Volta ao Alentejo

## Resultados em Grandes Voltas e Campeonato do Mundo
Como profissional, participou em:
- 5 Voltas a Espanha (1987, 1988, 1989, 1991, 1992)
- 3 Voltas a França  (1986, 1988, 1990)
- 2 Voltas a Itália

## Equipas
- Orbea (1984-1985)
- Seat-Orbea (1985-1986)
- Caixa Rural (1987-1988)
- Seur (1989-1990)
- Artiach (1991-1993)